# Kouroumani (Kouka)
Pour les articles homonymes, voir Kouroumani.
Kouroumani est une commune rurale située dans le département de Kouka de la province des Banwa au Burkina Faso.

## Santé et éducation
Le centre de soins le plus proche de Kouroumani est le centre de santé et de promotion sociale (CSPS) de Kouka.